# Naomi James
Dame Naomi James (ur. 2 marca 1949) – żeglarka nowozelandzka, jako druga kobieta samotnie opłynęła dookoła Ziemię, a jako pierwsza opłynęła Ziemię samotnie trasą przez przylądek Horn.

## Życiorys
Pomiędzy 9 września 1977 r. a 8 czerwca 1978 r. na jachcie Express Crusader opłynęła samotnie świat, wypływając z Dartmouth i płynąc trasą wokół przylądka Horn. 28 kwietnia 1978 r. zamknęła pętlę dookoła świata, będąc drugą kobietą, która opłynęła samotnie świat (pierwszą była Krystyna Chojnowska-Liskiewicz (20 marca 1978)). Naomi James przepłynęła dystans 27 000 Mm (43 452 km) w przeciągu jedynie 272 dni, bijąc tym samym rekord szybkości okrążenia świata jachtem, ustanowiony 10 lat wcześniej przez Francisa Chichestera (274 dni).
W 1979 r. uzyskała tytuł szlachecki Dame. W 1982 r. wygrała wraz z mężem Robem regaty wokół Wielkiej Brytanii, potem jednak porzuciła żeglarstwo, nie mogąc przezwyciężyć choroby morskiej. Po śmierci męża, który utonął w 1983 r. ponownie wyszła za mąż w 1990 r. i przeprowadziła się do USA.

### Odznaczenia
- 1979 Dama Komandor Orderu Imperium Brytyjskiego (DBE)